# Flughafen Le Havre

i7
i11
i13
Der Flughafen Le Havre (frz. Aéroport du Havre-Octeville, IATA-Code: LEH, ICAO-Code: LFOH) ist ein französischer Flughafen bei Le Havre in der Normandie. Er liegt fünf Kilometer nordöstlich der Stadt unweit der Kanalküste.
Der Flughafen ist derzeit (Stand Februar 2023) ohne Linienverkehr.

## Geschichte
Der Bau des Flughafens begann 1937 und bei Kriegsausbruch 1939 war er praktisch fertiggestellt, weshalb es aber zu keiner offiziellen Eröffnung kam. Vielmehr diente er den Französischen Luftstreitkräfte zunächst als Militärflugplatz. Der Flugplatz wurde ab Mitte Oktober 1939 Basis der Jagdgruppe GARC 2/561 mit Spad 510 und Nieuport Delage NID-622. Im folgenden Winter trafen modernere Bloch 151/152 ein und bildeten die Jagdgruppe GC III/10, die hier in die Kämpfe um Frankreich im Frühsommer 1940 eingriffen.
Im weiteren Verlauf des Zweiten Weltkriegs nutzte die deutsche Luftwaffe den Flugplatz Octeville. In dieser Zeit war er hauptsächlich eine Basis von Messerschmitt Bf 109-Verbänden.
Zunächst lagen hier im August 1940 die Bf 109E der III. Gruppe des Jagdgeschwaders 2 (III./JG 2), die hier ihre Einsätze im Rahmen der Luftschlacht um England flogen. Später, von Oktober 1940 bis Mai 1941 griff dann noch die Ergänzungsstaffel des Jagdgeschwaders 2 (Erg.Sta./JG2) von hier aus in die Luftschlacht ein. Im November 1940 war zusätzlich auch noch die 4. Staffel der Aufklärungsgruppe 21 (4.(H)/21) in Octeville stationiert.
Nach dem Beginn des deutschen Angriff auf die Sowjetunion wurde der Flugplatz die Heimat der 4. Staffel der Jagdfliegerschule 5, die hier, ebenfalls mit der Bf 109E ausgerüstet, zwischen Anfang Juli 1941 und Anfang April 1942 lag. An ihre Stelle trat bereits Ende März 1942 als letzte hier dauerhaft stationierte Luftwaffeneinheit die I. Gruppe des Jagdgeschwaders 2 (I./JG 2), die hier auch die Bf 109F einsetzte und die Basis Mitte Mai 1942 verließ.
Nach Befreiung der Gegend durch die alliierten Truppen wurde Advanced Landing Ground ALG Y-30, so seine alliierte Codebezeichnung, von Anfang November 1944 bis Mitte Dezember 1945 als Basis von Transportfliegern der United States Army Air Forces (USAAF) militärisch weiter genutzt.